# Ammersee

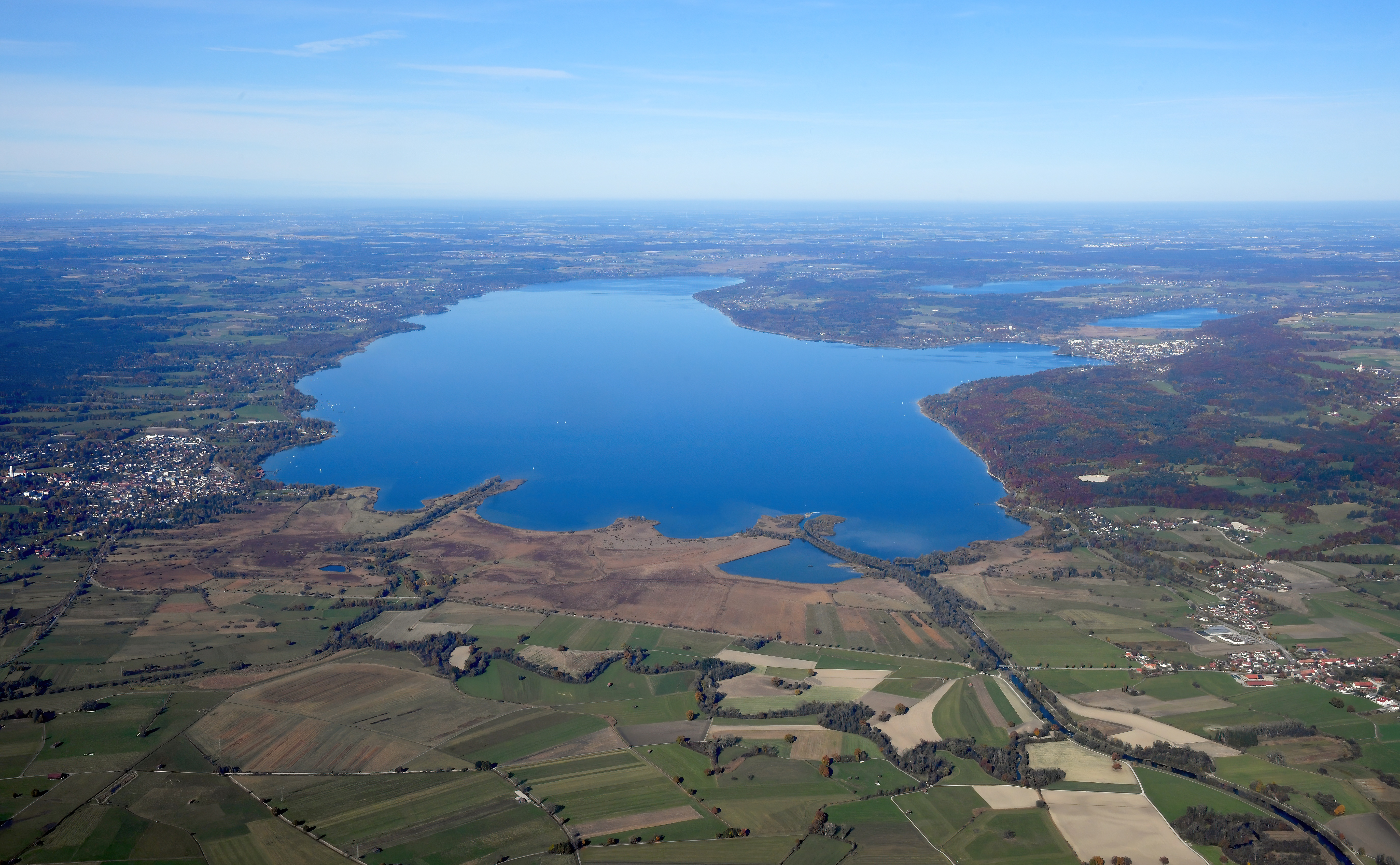
Flygfoto över Amersee

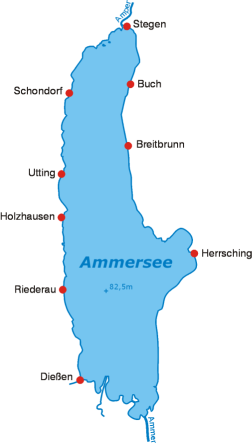
Karta

Ammersee är en sjö belägen sydväst om München i Bayern, Tyskland. Sjön ligger 539 meter över havet och har en area på 47 km². 
Vid sjöns södra ände finns en liten ö som har namnet Schwedeninsel ("svensk ö"). Namnet kommer från att invånarna av orten Dießen under trettioåriga kriget sökte skydd på ön då deras köping var hotad av svenska soldater. Tidigare kallades ön Erlaich.
Sänkan som fylls av sjön skapades under senaste istiden av en glaciärtunga som tillhörde en större glaciär. Kring sjön är landskapet kulligt och främst täckt av blandskog. Sjöns tillflöden inklusive floden Ammer har ett 993 km² stort avrinningsområde. Ammersee avvattnas av floden Amper. En undersökning av Bayerns insjöar från 1992 deklarerade Ammersee som måttlig näringsrik (mesotrof).
I områden som inte ligger vid samhällen växer huvudsakligen rörvass och säv vid strandlinjen. I sydliga delen där tillkommande sediment bildar ett träsk är växtligheten rikligare. Den vanligaste fiskarten i sjön är sik. Dessutom har braxen, abborre, ål och gös ett betydande bestånd.
Som ett rekreationsområde för Münchens och Augsburgs befolkning har sjön vid västra stranden flera campingplatser och småbåtshamnar.

## Bilder

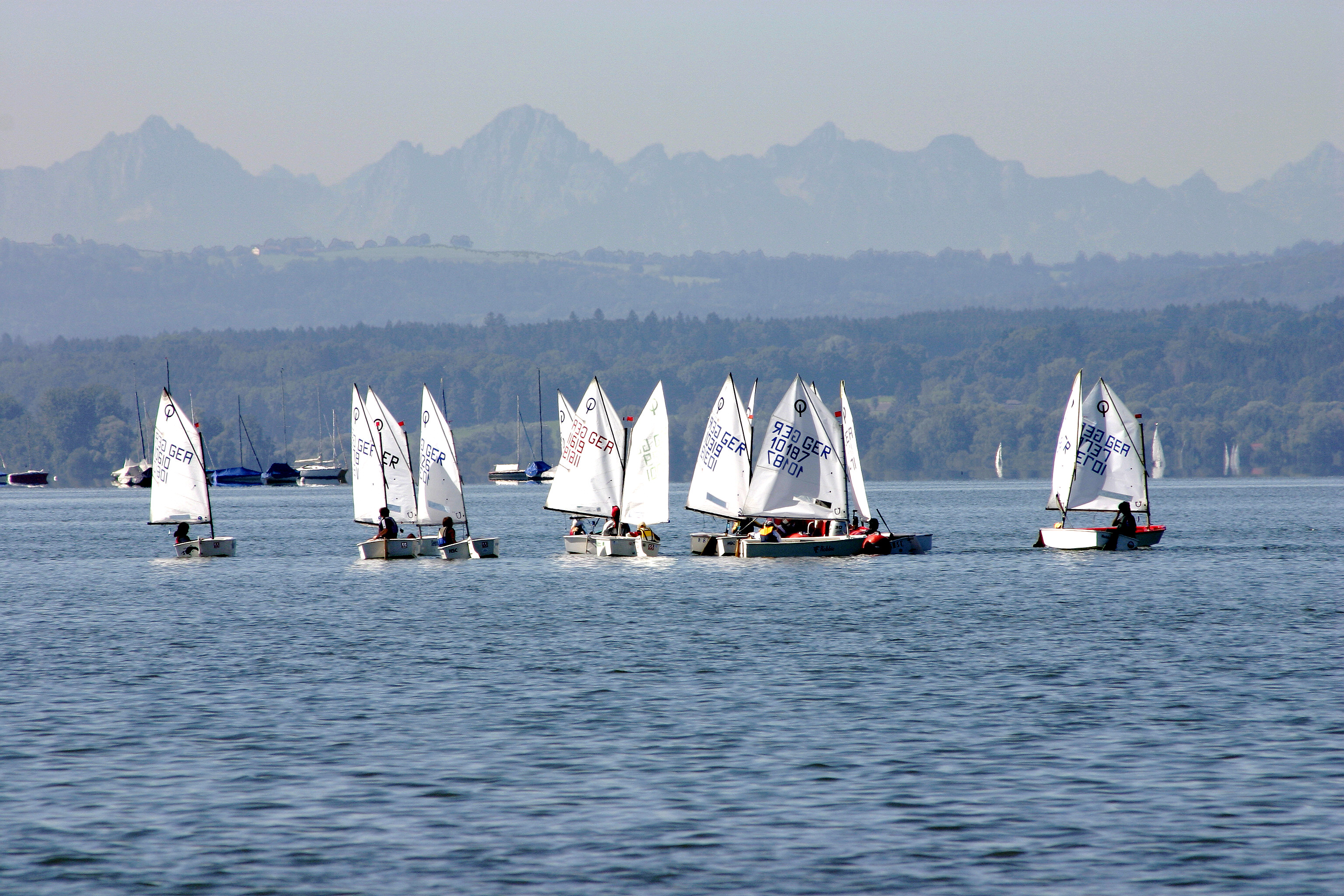
Segelbåtar på Ammersee, i bakgrunden syns Alperna
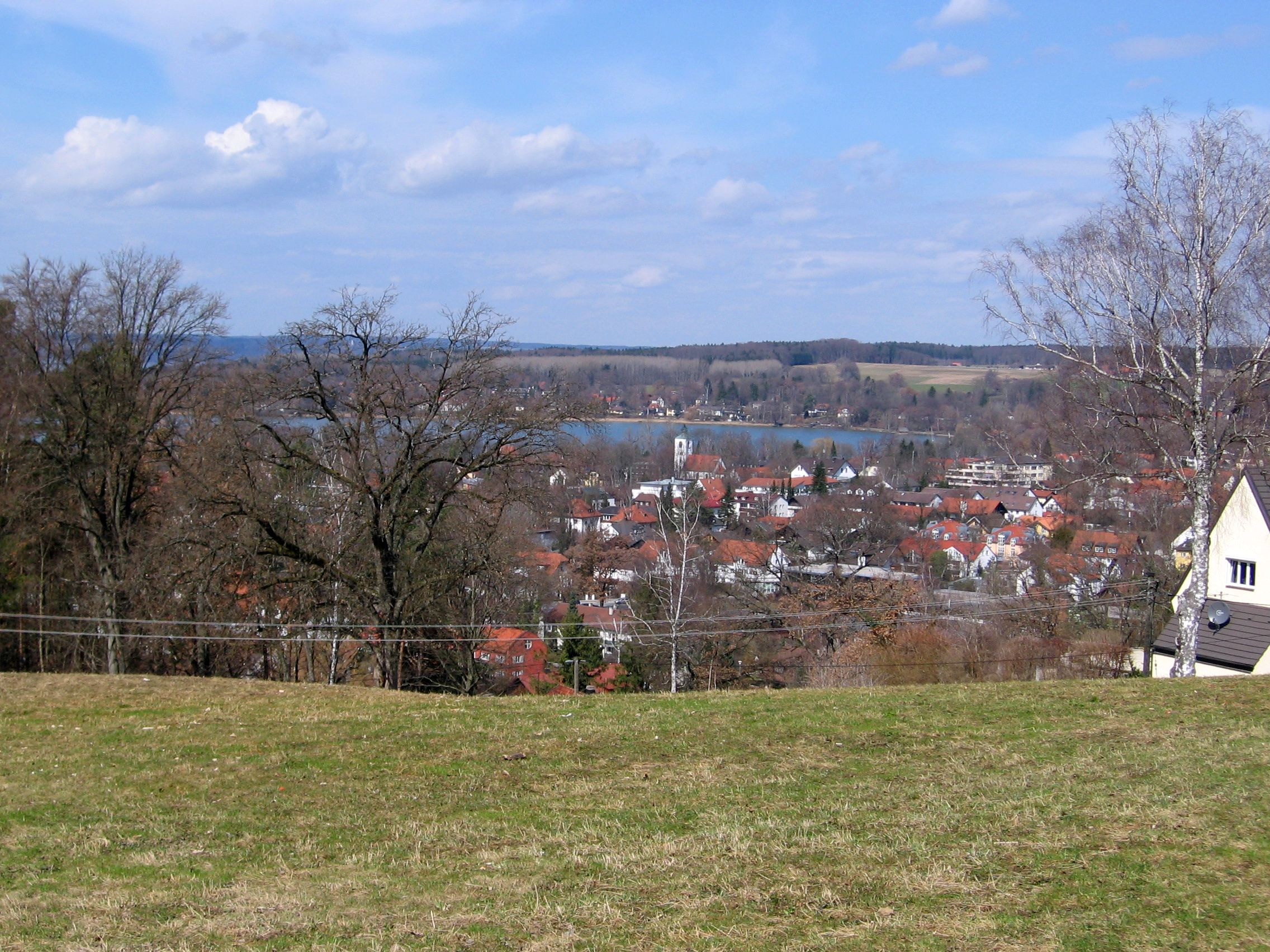
Orten Herrsching am Ammersee
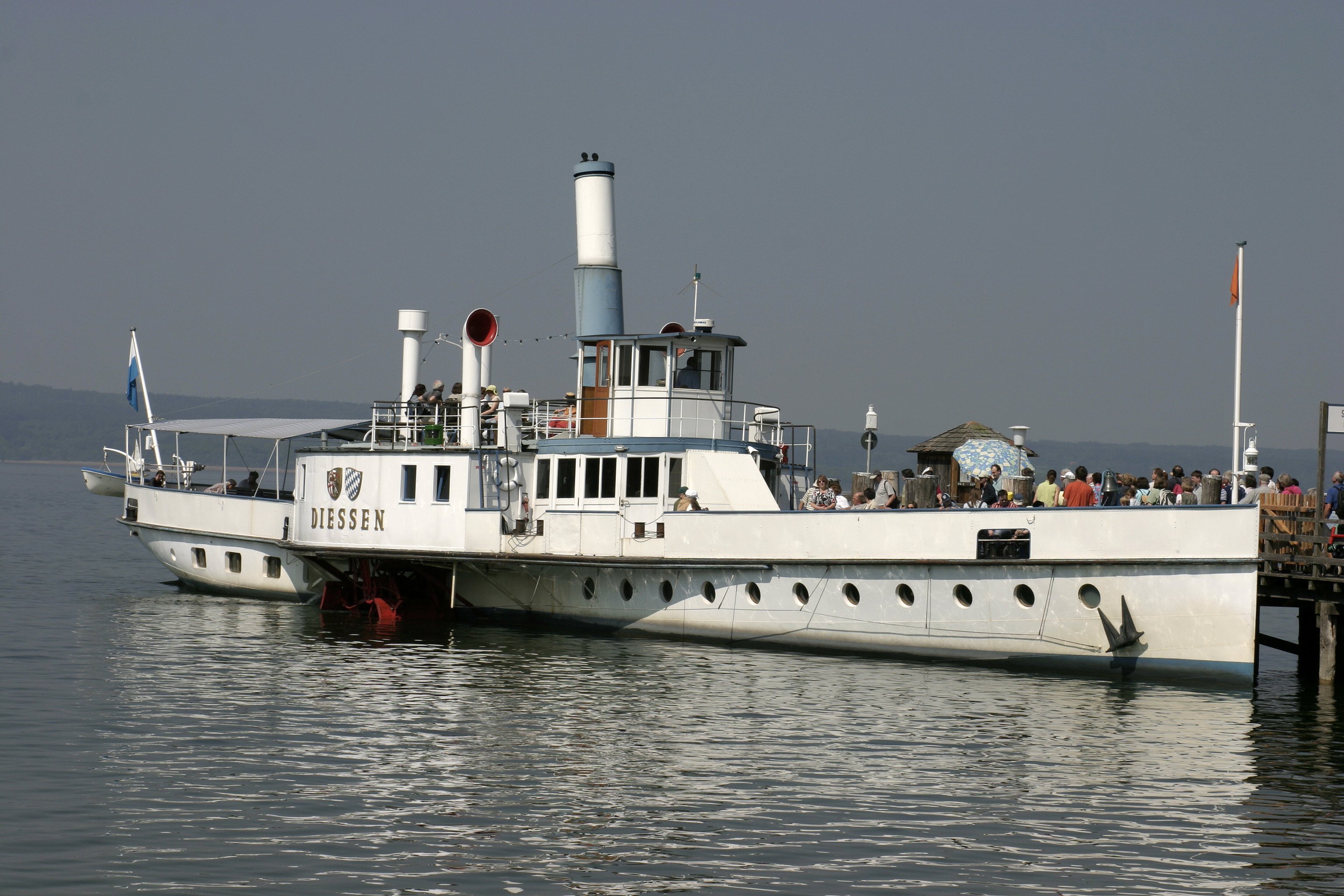
Fartyget Diessen som trafikerar sjön